# 長安寺駅
長安寺駅（ちょうあんじえき）は、岩手県大船渡市日頃市町長安寺にある岩手開発鉄道日頃市線の駅である。
貨物駅であるが貨物の発着は既に無く、列車交換が行われる信号場としてのみ機能している。

## 歴史
- 1950年（昭和25年）10月21日：開業。
- 1992年（平成4年）4月1日：旅客営業廃止。

## 駅構造
地上駅。列車交換ができる2本の線路と、保線車両の留置線1線がある。旅客営業時代の名残で、平屋建ての駅舎と相対式ホームが残っている。

## 駅周辺
- 長安寺
- 盛川
- 国道107号

## 隣の駅
岩手開発鉄道
日頃市線
盛駅 - 長安寺駅 - 日頃市駅
- 1992年までは盛駅と当駅の間に猪川駅が存在した。